# Ixonanthaceae
Ixonanthaceae es una familia de plantas de flores perteneciente al orden Malpighiales que consiste en 30 especies dentro de 4 o 5 géneros. 

## Géneros
- Allantospermum (?)
- Cyrillopsis
- Ixonanthes
- Ochthocosmus
- Phyllocosmus